# Géoglyphes de Nazca
Les géoglyphes de Nazca (ou Nasca), appelés communément lignes de Nazca, sont de grandes figures tracées sur le sol représentant des animaux stylisés ou de simples lignes longues de plusieurs kilomètres, visibles dans le désert de Nazca dans le sud du Pérou. Le sol sur lequel se dessinent ces géoglyphes est couvert de cailloux que l'oxyde de fer colore en rouge. En les ôtant, les Nazcas ont fait apparaître un sol gypseux grisâtre, découpant ainsi les contours des figures qu'ils traçaient.
Découverts en 1927, ces géoglyphes sont le fait de la civilisation Nazca, une culture pré-inca qui se développa entre 300 av. J.-C. et 800 de notre ère. Ils ont été tracés pour la plupart entre -200 et 600. 
Sous la désignation de « Lignes et géoglyphes au Nasca et Palpa », ils sont inscrits sur la liste du patrimoine mondial de l’Unesco depuis 1994.

## Localisation

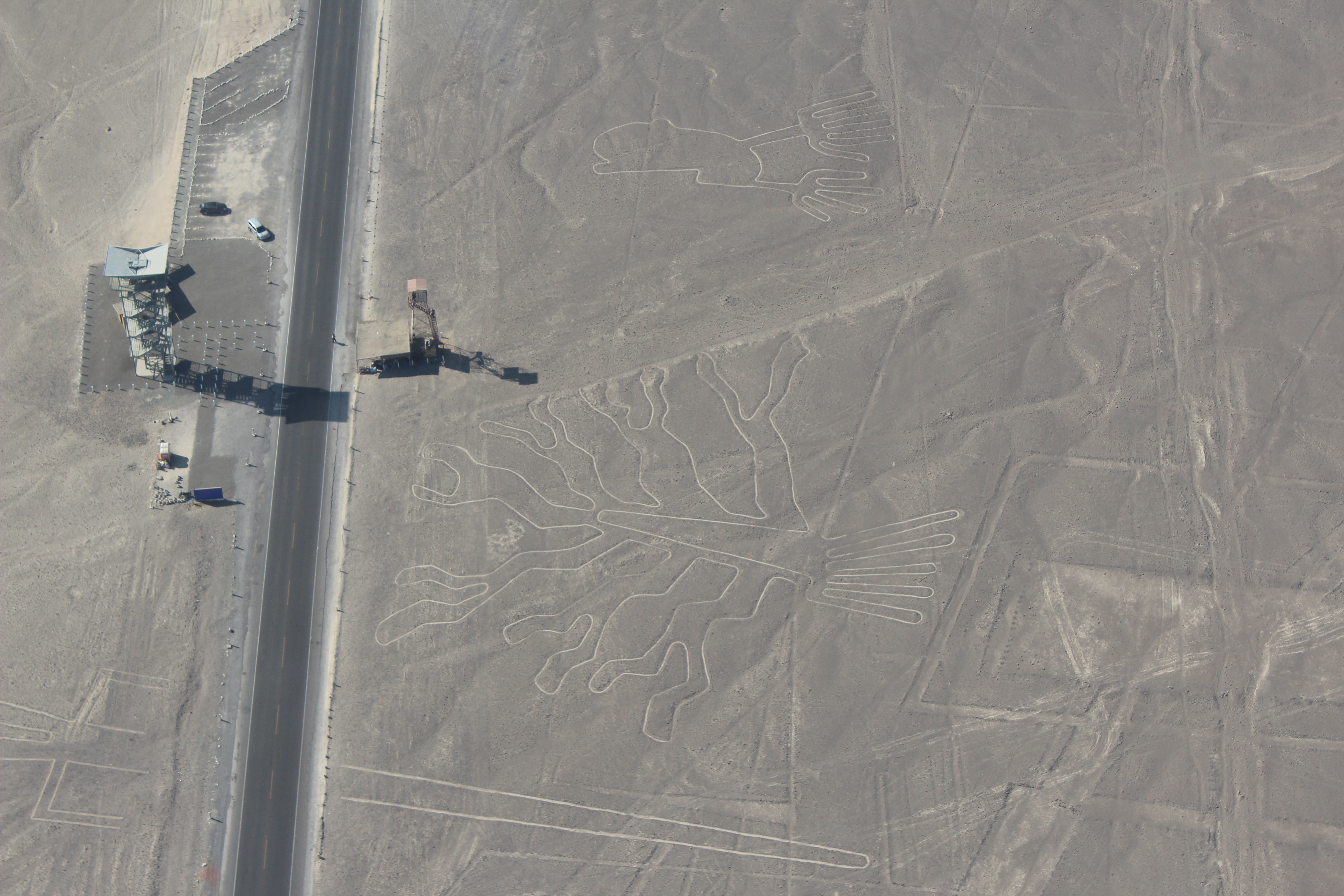
La tour d'observation sur la route Panamerica Sur, et des géoglyphes.

Les géoglyphes sont approximativement répartis le long d'une ligne de 50 km reliant les villes de Nazca et de Palpa, dans la région d'Ica, correspondant actuellement à la route principale PE-1S (Panamericana Sur), avec une concentration principale dans un rectangle de 10 km par 4 km au sud du hameau de San Miguel de la Pascana. C'est dans cette zone que se trouvent les plus spectaculaires et les plus connus des géoglyphes, même si certains ont été endommagés par les travaux de la route panaméricaine, notamment le Lézard, littéralement coupé en deux par le tracé de la route. C'est un environnement de plateaux arides et rocheux, sans terres arables.
San Miguel de la Pascana abrite le musée Maria Reiche et Nazca abrite le musée Antonini, tous deux partiellement consacrés aux géoglyphes.

## Historiographie

### Premières mentions
La première mention écrite connue des géoglyphes se trouve dans le livre Chronique de Pérou du conquistador Pedro Cieza de León en 1553 mais ce dernier les prend pour des traces de pistes.
Les géoglyphes sont véritablement découverts en tant que tels en 1927 par l'archéologue péruvien Manuel Toribio Mejía Xesspe (es), qui explorait alors la vallée de la « rivière Nazca ».

### Premières études (XXesiècle)
L'anthropologue américain Paul Kosok (en) est le premier à les étudier en les survolant en 1939, alors qu'il travaille sur les réseaux d'aqueducs des environs. Il pense d'abord qu'ils faisaient partie d'un système d'irrigation, puis émet l'hypothèse d'un calendrier astronomique géant. Kosok ne parlant pas espagnol, il cherche un traducteur pour faciliter ses recherches. Il rencontre à Lima Maria Reiche, traductrice allemande qui parle plusieurs langues et apprend alors le quechua.
Ensemble, ils ont engagé la cartographie des lignes de Nazca dès 1941. Après 1948, Maria Reiche continue  seule ce recensement en consacrant la majeure partie de sa vie (elle meurt à 95 ans en 1998 à Lima) à l'étude archéologique et à la préservation de ces géoglyphes.

### Études récentes (XXIesiècle)
À partir de 2004, une équipe japonaise, conduite par le professeur Masato Sakai de l'Université de Yamagata, mène des recherches sur place. En octobre 2012, elle établit un laboratoire permanent à Nazca, l'Institut Nazca, et en avril 2015 signe un accord avec le ministère de la culture péruvien pour étudier et aider à protéger les géoglyphes,. Depuis 2006, l'équipe a périodiquement annoncé la découverte de géoglyphes inconnus, la plupart de taille bien inférieure aux plus célèbres, généralement de 5 à 15 m :
- avril 2006 : une centaine de géoglyphes géométriques (lignes droites et triangles) ;
- janvier 2011 : une tête humaine (4 × 3 m) et un animal (7 × 3 m)[7] ;
- avril 2013 : deux humains, au centre du plateau de Nazca ;
- avril 2014 : 17 animaux de « petite taille » (5 à 10 m), identifiés comme lamas ;
- juillet 2015 : 24 animaux similaires à ceux découverts en 2014, dans une région adjacente[8] ;
- avril 2016 : un « animal légendaire tirant la langue » de 30 m de long[9].
- novembre 2019 : 143 nouvelles lignes auraient été retrouvées, mesurant entre 5 et 100 mètres de long, et représentant des figures humaines, animales ou des formes géométriques[10].

La plupart de ces découvertes nécessitent des moyens modernes de détection ou de traitement (numérisation 3D, algorithmes de traitement d'image), et ne sont pas toujours visibles à l'œil nu.
De façon plus anecdotique, en août 2014, à la suite d'une tempête de sable, de nouvelles figures (notamment un serpent, un camélidé et un oiseau) sont découvertes par Eduardo Herrán Gómez de la Torre, un archéologue pilote d'avion, lors d'un vol d'inspection effectué dans la région d'Ica.
Le 8 décembre 2014, des militants de Greenpeace déploient un message à proximité des lignes de Nazca, notamment du colibri, déclenchant la colère du gouvernement péruvien qui a annoncé des poursuites contre l'organisation,.
En avril 2018, une cinquantaine de nouveaux géoglyphes, dont les lignes étaient trop fines pour être vues à l’œil nu depuis le sol, sont découverts grâce à des drones et des données satellitaires. Ces géoglyphes, représentant principalement des guerriers, ont été tracés en partie par les Nazcas entre -200 av. J.C. et 700 ap. J.C., mais certains peuvent l'avoir été par la civilisation de Paracas entre -500 av. J.C. et 200 ap. J.C. Si l'hypothèse Paracas est avérée et que les géoglyphes ont été tracés entre -500 av. J.C. et -300 av. J.C., l'âge estimé du site serait reculé. Le gouvernement péruvien a entamé des démarches pour étendre la zone de protection de l'UNESCO à ces nouveaux géoglyphes, car ils se trouvent sur le flanc de collines à proximité de la zone mais en dehors de celle-ci.
En 2023, grâce à l'utilisation du deep learning, quatre nouveaux géoglyphes sont identifiés par l'équipe dirigée par le professeur Masato Sakai : ils ont été interprétés comme figurant respectivement un humanoïde, une paire de jambes, un poisson et un oiseau.
En 2024, des scientifiques japonais de l'université de Yamagata utilisent l'intelligence artificielle et découvrent en six mois 303 nouveaux géoglyphes qui s'ajoutent aux 430 géoglyphes découverts par les archéologues et chercheurs en un siècle.

## Description

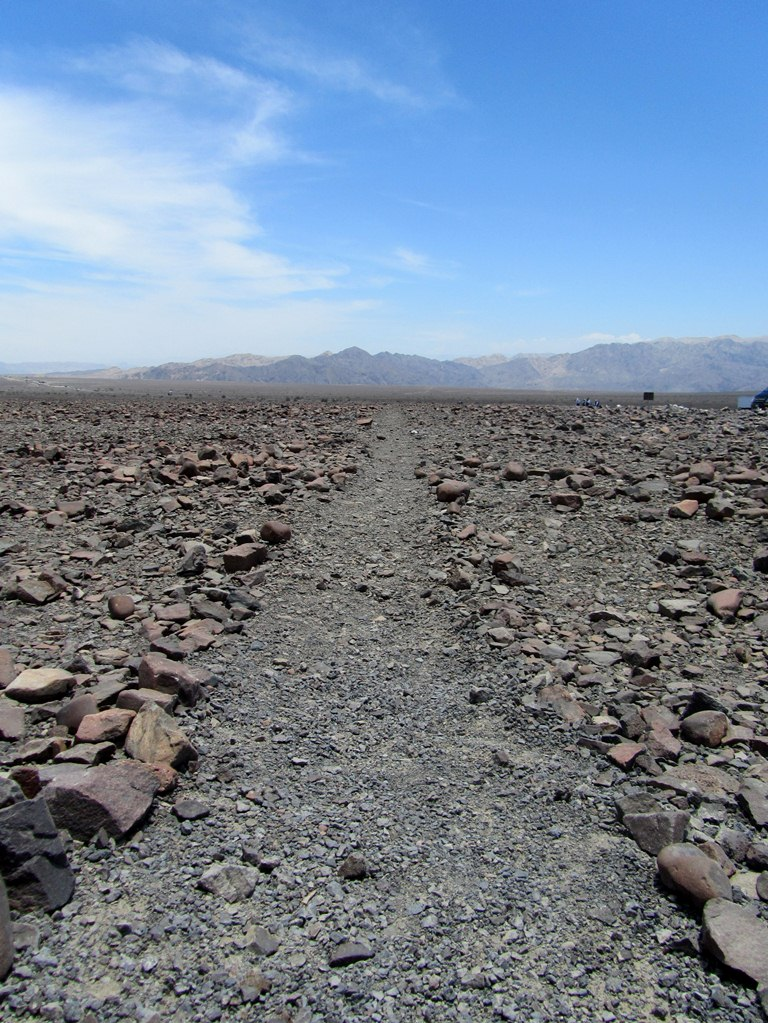
Sillon déblayé matérialisant les lignes.

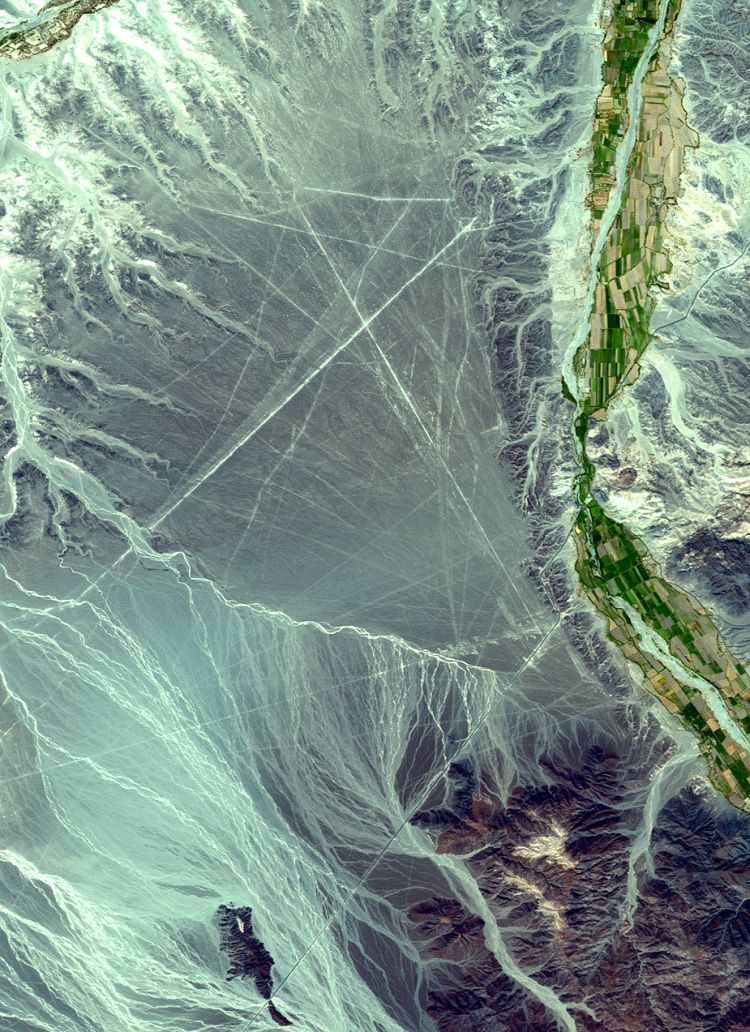
Image satellite d'une zone où sont visibles des géoglyphes. L'ouest se trouve au-dessus de l'image.

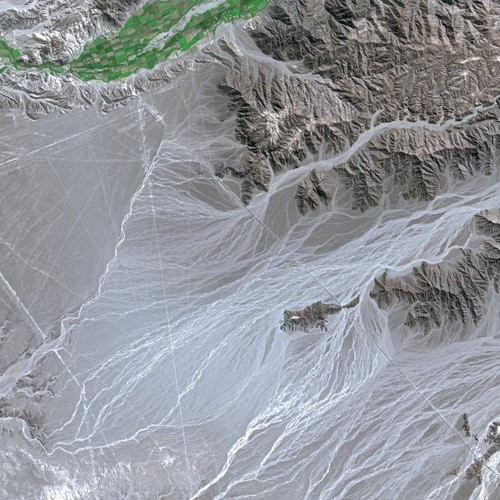
Nazca vu par le satellite Spot.

Les Nazcas réalisaient les figures à grande échelle, probablement à l'aide de procédés géométriques simples comme le carroyage. Les pieux retrouvés sur le Grand Rectangle (300 pieux pour ce rectangle de 800 m de long et 100 m de large) semblent confirmer que ces dessins ont été tracés par simple carroyage : le dessin est quadrillé, puis reporté sur le sol où l'on a pris soin de tirer des cordages qui reproduisent les mêmes carrés à une plus grande échelle. Ils réalisaient leurs dessins probablement en déblayant les pierres sombres, brûlées par le soleil, et en les empilant de chaque côté des lignes pour faire apparaître par contraste la terre plus claire riche en gypse en dessous, ce qui explique que le promeneur distingue des sillons bordés de pierres. Comme le dit l'archéologue allemand Markus Reindel (de), c'est comme un dessin en négatif. Grâce à l'archéologie expérimentale, il a aussi découvert comment les Nazcas traçaient les figures plus complexes comme les spirales. Il suffit d'un poteau et d'une corde. En tournant, on marque les cercles que l'on forme avec des pierres qui serviront de repères pour tracer la ligne. La corde se réduit peu à peu autour du poteau.
On trouve près de 800 figures géométriques : lignes droites, spirales, ellipses, trapèzes et triangles ; 70 dessins, gravés à la surface de la pampa, sont biomorphes, prenant la forme de végétaux stylisés et d'animaux (dessins zoomorphes) : singe, oiseau-mouche (colibri), condor, jaguar, araignée, orque, héron, pélican. Au total, plus de 350 représentations ont été étudiées. Elles franchissent les ravins, escaladent les collines sans que leur forme ni la rectitude apparente des lignes en soient affectées. La plupart des figures sont constituées d'une seule ligne ne se recoupant jamais.
Ces tracés représentent les divinités animales du panthéon religieux des Nazcas. On a retrouvé, associées aux lignes, diverses poteries reprenant les mêmes motifs stylisés que les géoglyphes.

## Conservation
Le microclimat permet la conservation des lignes, car 
- le plateau est l'une des régions les plus sèches du monde (trente millimètres de pluie par an) ;
- le sol sans végétation réchauffe fortement l'air (ce qui crée un coussin d'air qui, à son tour, protège les géoglyphes du vent) ;
- enfin le gypse contenu dans le sol, associé à la faible humidité matinale « colle » le sable et la poussière.

Sans sable ni poussière pour recouvrir la plaine, et avec peu de pluie ou de vent pour les éroder, les tracés restent intacts.
Pour protéger le site, les autorités locales en ont réglementé l'accès. Pour y aller, il est nécessaire d'obtenir une autorisation et d'utiliser des chaussures spéciales.
En janvier 2018, des dégradations irréparables ont cependant été infligées au site par un semi-remorque qui avait ignoré la signalisation protectrice, laissant de profondes ornières sur 100 m environ.

## Le climat au temps des Nazcas
D'après le géomorphologue Bernhard Eitel[réf. nécessaire], le climat était tempéré en 8000 av. J.-C., puisqu'il a découvert du lœss, roche sédimentaire produite par l'érosion éolienne qui ne se forme que par la décomposition des végétaux. Il a aussi trouvé à la base du lœss des coquilles d'escargots, qui ne vivent qu'en milieu humide ; ce qui confirme la végétation florifère de l'époque.
Ensuite, une période de sécheresse est arrivée graduellement avec une période critique entre -100 av. J.-C. et 400 ap. J.-C., qui semble être le début de la disparition des Nazcas (environ 700/800 ap. J.-C.). Ces dates correspondent aussi à l'arrivée d'une autre ethnie, les Waris, qui ont envahi le territoire des Nazcas.

## Théories archéologiques et ethnologiques
Selon certaines interprétations, il y aurait un lien entre ces géoglyphes et un contexte rituel. Selon d'autres, il existerait un rapport entre les grandes lignes et l'astronomie.

### Calendrier astronomique
La mathématicienne allemande Maria Reiche, qui a consacré la majeure partie de sa vie à l'étude archéologique et à la préservation du site, reprend l'hypothèse archéoastronomique de l'anthropologue américain Paul Kosok. Selon elle, les géoglyphes formeraient un immense calendrier astronomique, dont les lignes pointent vers des étoiles remarquables ou des constellations et correspondent à des dates importantes dans le calendrier agraire (semailles, récoltes). Les dessins zoomorphes correspondraient à une représentation zodiacale du cosmos. L'enchevêtrement des lignes de visée s'expliquerait par de nombreuses reprises au cours des siècles pour s'ajuster à la précession des équinoxes.
Selon Maria Reiche, la figure de l'araignée serait une projection anamorphique de la constellation d'Orion. Trois des lignes droites aboutissant à la figure auraient servi à suivre les déclinaisons des trois étoiles de la ceinture d'Orion. Cependant, Anthony Aveni fait remarquer que Reiche ne fournit aucune explication pour les 12 autres lignes de la figure et n'explique pas l'intérêt de ces observations astronomiques dans une région où règne la brume une bonne partie de l'année.

### Site rituel
Les figures ont été associées au chamanisme. La plupart d'entre elles se trouvent près de sites préhistoriques d’art rupestre qui présentent des images similaires, mais à une plus petite échelle. Les chamans prenaient des substances hallucinogènes qui leur permettaient de voir leur animal-pouvoir, une pratique courante en Amérique du Sud et particulièrement en Amazonie. Certaines des drogues utilisées pendant les cérémonies rituelles donnent la sensation de voler dans les airs ; ce serait la raison pour laquelle les géoglyphes auraient été créés pour être vus du ciel[réf. nécessaire]. Cette explication est toutefois contredite par le fait que ces formes se voient depuis le sommet des collines environnantes, d'où elles furent découvertes par l'archéologue péruvien Toribio Mejia Xesspe en 1927.
Selon l'archéologue Markus Reindel (de), codirecteur du projet Nazca-Palpa Project mené depuis 1996 par une équipe internationale, la fouille de tumuli situés à l'extrémité de géoglyphes met en évidence des plateformes maçonnées interprétées comme des autels à offrandes où l'on retrouvait principalement des objets tels que des fragments de céramiques, des restes de plantes et des pinces de crabe. Un autre indice qui vient appuyer la théorie du culte lié à l'eau est que le moment d'intensification des géoglyphes coïncide avec une période de sécheresse, notamment à la fin du VIe siècle. Les géoglyphes représenteraient dans ce contexte des espaces cultuels reliant les autels et grâce à la magnétométrie, les archéologues ont prouvé que les géoglyphes étaient des lieux d'activité où les Nazcas marchaient, lors de processions rituelles, les mesures magnétométriques montrant que ces chemins de procession sont plus tassés, ce qui illustre un piétinement massif et répété. Dans les trapèzes, l'ensemble de l'espace était un espace de procession. Dans les figures linéaires, les Nazcas rentraient et suivaient la ligne jusqu'à la sortie à l'autre extrémité.
Une enquête récente menée par Nicola Masini et Giuseppe Orefici à Pampa de Atarco, près du centre cérémoniel de Cahuachi, a mis en évidence une relation spatiale, fonctionnelle et religieuse entre les géoglyphes et les temples de Cahuachi. À l'aide de techniques de télédétection par satellite, des chercheurs italiens ont détecté et analysé cinq groupes de géoglyphes, chacun caractérisé par différents motifs, motifs et fonctions. Le plus important est caractérisé par des motifs sinueux ou en zigzag avec une fonction cérémonielle évidente, des trapèzes et des lignes qui convergent vers les pyramides de Cahuachi.

### Zone artisanale de tisserands
L'historien de l'art Henri Stierlin a émis en 1983 l'idée que les tracés seraient des aires de tissage géantes utilisées pour la fabrication de fils sans fin dont on tissait des habits funéraires. Ces lignes en zigzag ont été réalisées avec la même technique que le tissage des fils de trame et de chaîne des tissus mortuaires retrouvés dans les tombes de Nazca^. Ces tissus ont en effet la particularité d'être tissés de fils d'un seul tenant. Or pour préparer de manière artisanale de tels fils, il faut une ligne droite du double de la longueur pour permettre le tordage puis le repliage du fil sur lui-même. Ces lignes de travail se sont superposées de manière anarchique au fil des siècles. Cependant, cette théorie explique uniquement l'origine des lignes en zigzag. Une interprétation complémentaire fait des figures zoomorphes des sortes de totems censés protéger les morts ou des pistes associées aux rituels de parcours des tisserands pour obtenir la bénédiction des dieux pour le travail à fournir.

## Autres théories
L'absence de données objectives a laissé libre cours aux théories pseudoarchéologiques les plus hasardeuses.

### Théorie ufologique
Dans Chariots of the Gods, Erich von Däniken a proposé en 1968 une théorie ufologique relevant de la théorie des anciens astronautes. Les figures de Nazca seraient soit une piste d'atterrissage pour des vaisseaux spatiaux extraterrestres, soit un message réalisé par la population locale à leur attention.
À cette théorie, la mathématicienne d'origine allemande Maria Reiche répondait que les prétendues pistes d'atterrissage, étant des zones débarrassées de leurs pierres, n'offraient qu'un sol des plus mous dans lequel les vaisseaux extraterrestres n'auraient pas manqué de s'enfoncer.
Une photographie mise en avant par Von Däniken en 1970 et laissant voir une configuration qui, selon lui, évoquait grandement une aire de stationnement d'avion dans un aéroport moderne, est la vue, recadrée, de l'articulation du genou d'une des représentations d'oiseau, le vaisseau qui s'y garerait devrait donc être bien minuscule.
En fait, la théorie de von Däniken est reprise de remarques faites par le premier chercheur à avoir étudié les lignes, Paul Kosok, en 1947 : « Observées depuis les airs, [les lignes] se virent baptisées terrains d'atterrissage préhistoriques et comparées par plaisanterie aux prétendus canaux de Mars. »

### Théorie aérostatique
Partant du principe que les géoglyphes ne pouvaient avoir été tracés qu'en faisant appel à un engin volant (le seul moyen de les voir correctement), l'Américain Jim Woodman émit l'hypothèse de l'emploi de ballons à air chaud, représentés selon lui sur des tessons de poterie. Il construisit même un ballon à l'aide des techniques et des matériaux (bandes de toile, cordes) utilisés par les Nazcas dans la momification des corps. Mais les dessins de ballons sont en fait des haricots en train de germer, et le ballon, quelque peu poreux, ne s'éleva qu'à une hauteur de 90 m et ne vola que deux minutes avant de retomber brutalement.

### Théorie du réseau d'eau
Selon David Johnson, les Nazcas avaient fortement développé l’irrigation pour pallier le manque d’eau chronique dans cette région en construisant des puits spiralés (pocios) profonds de plusieurs mètres, reliés par un réseau d’aqueducs souterrains. Ils étaient très faciles d'accès et les habitants actuels s'en servent encore. Les figures et les lignes serviraient de repères pour retrouver les résurgences et sources alimentant ce réseau.

### Théorie électrosismique
Selon Michaël Vaillant, des conducteurs sous forme de fines feuilles de cuivre ou d'or auraient été étendus sur le terrain. Ces conducteurs auraient pu être utilisés comme des antennes pour écouter les ondes très basses fréquences produites par les séismes. Cette hypothèse s'appuie sur une théorie encore controversée nommée « SES » (pour Seismic Electric Signals). Les traces de Nazca aujourd'hui observées seraient en fait la marque de l'emplacement où auraient été déposés ces conducteurs, mais aussi des nombreux tests qui auraient été effectués afin de trouver des positions adéquates, dans l'axe des champs électromagnétiques. Mais cette hypothèse cadre mal avec l'aspect nettement figuratif ou même seulement géométrique des motifs des géoglyphes.[réf. nécessaire]

## Galerie

Vues aériennes des géoglyphes de Nazca
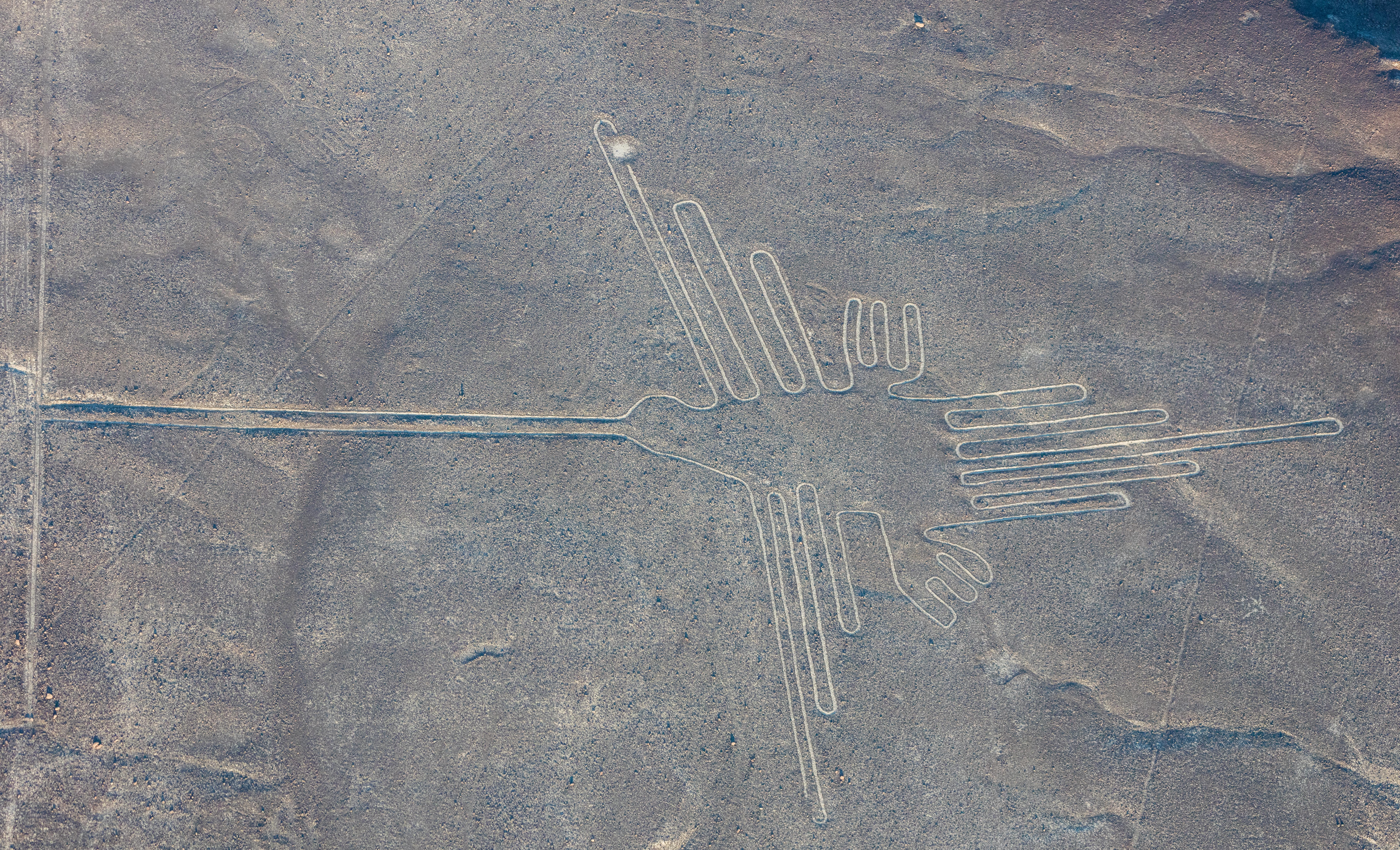
Le colibri (50 m de long).
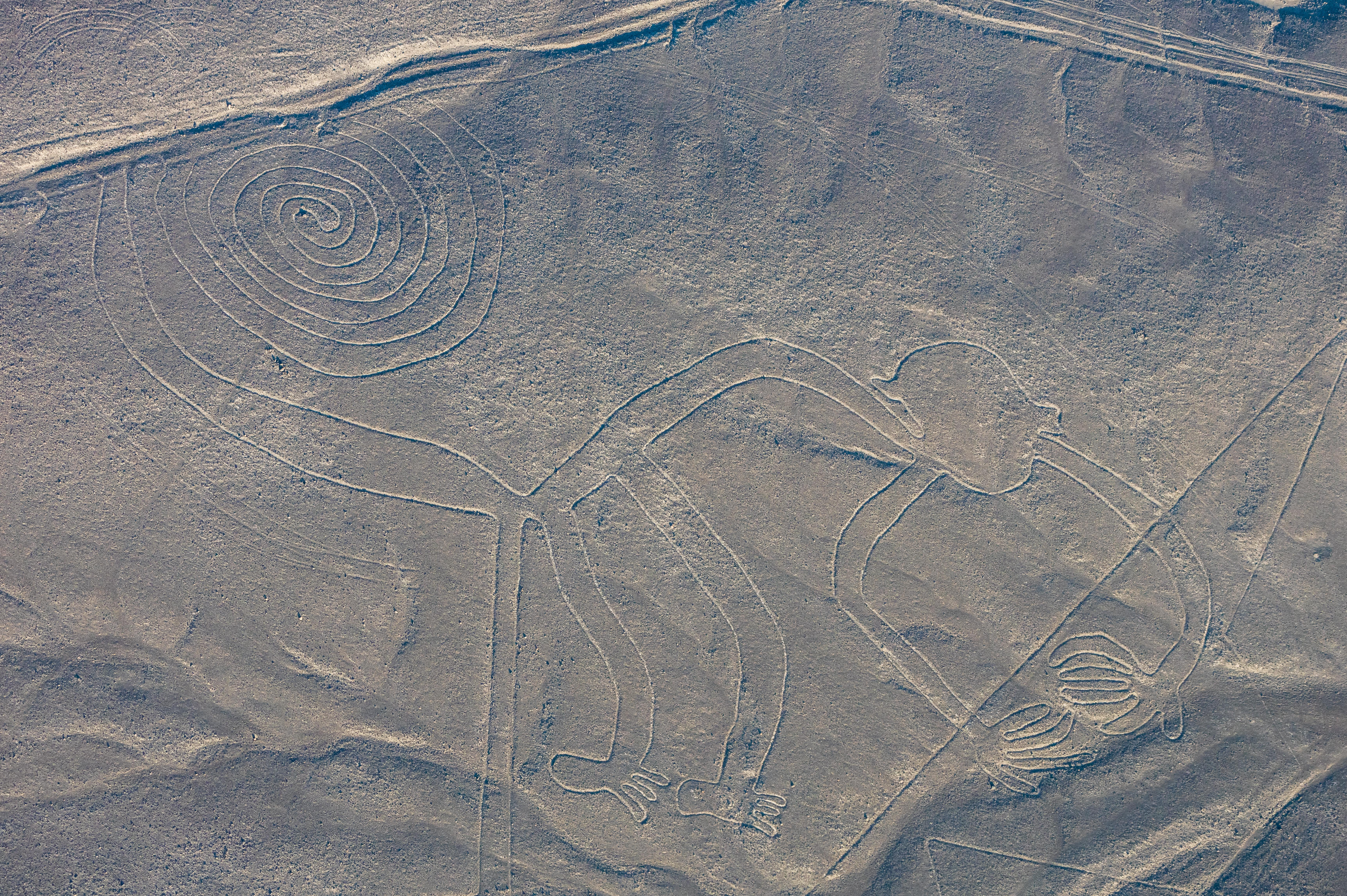
Le singe (93 m de long sur 55 m de large).
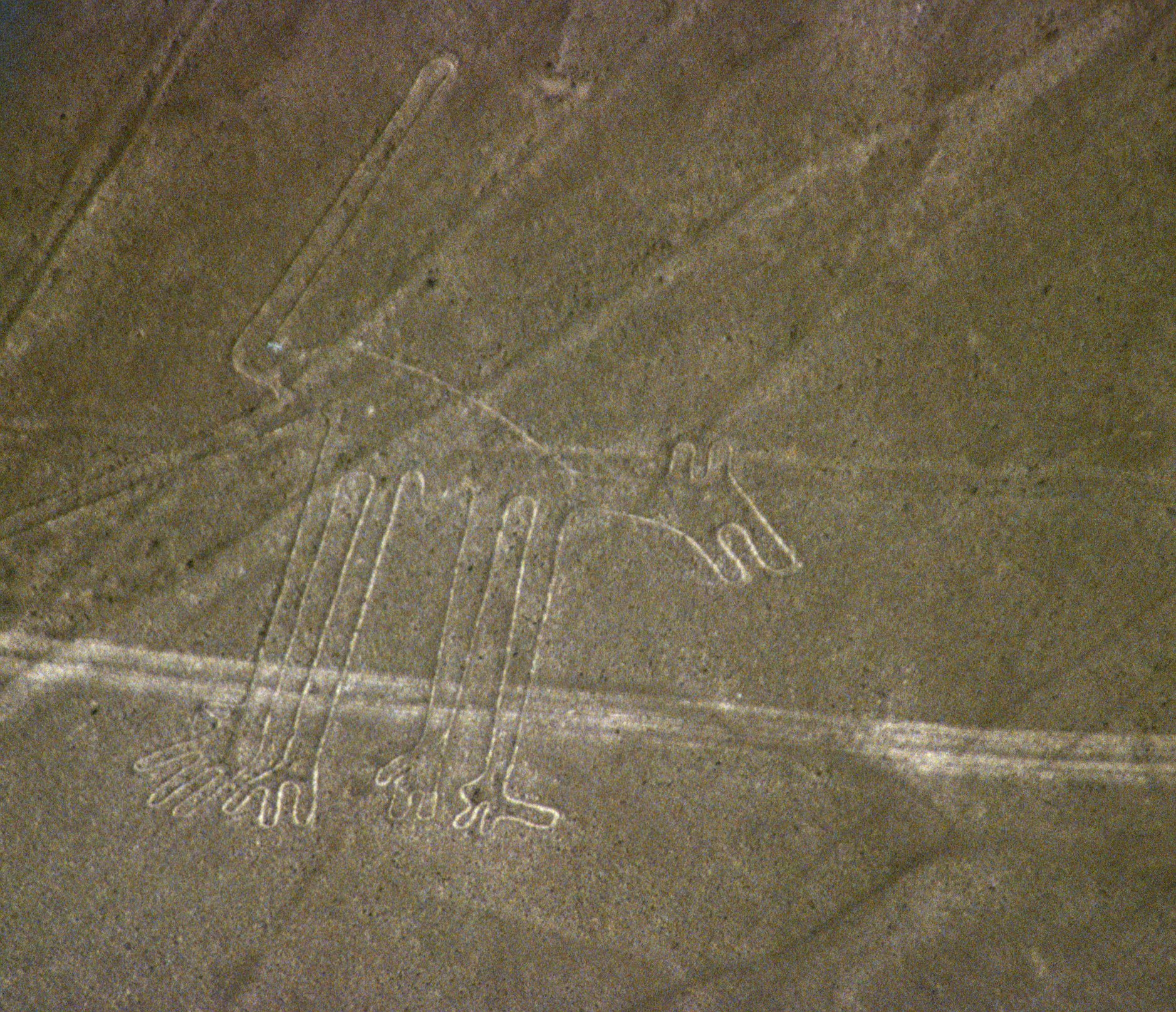
Le chien (en fait un jaguar).
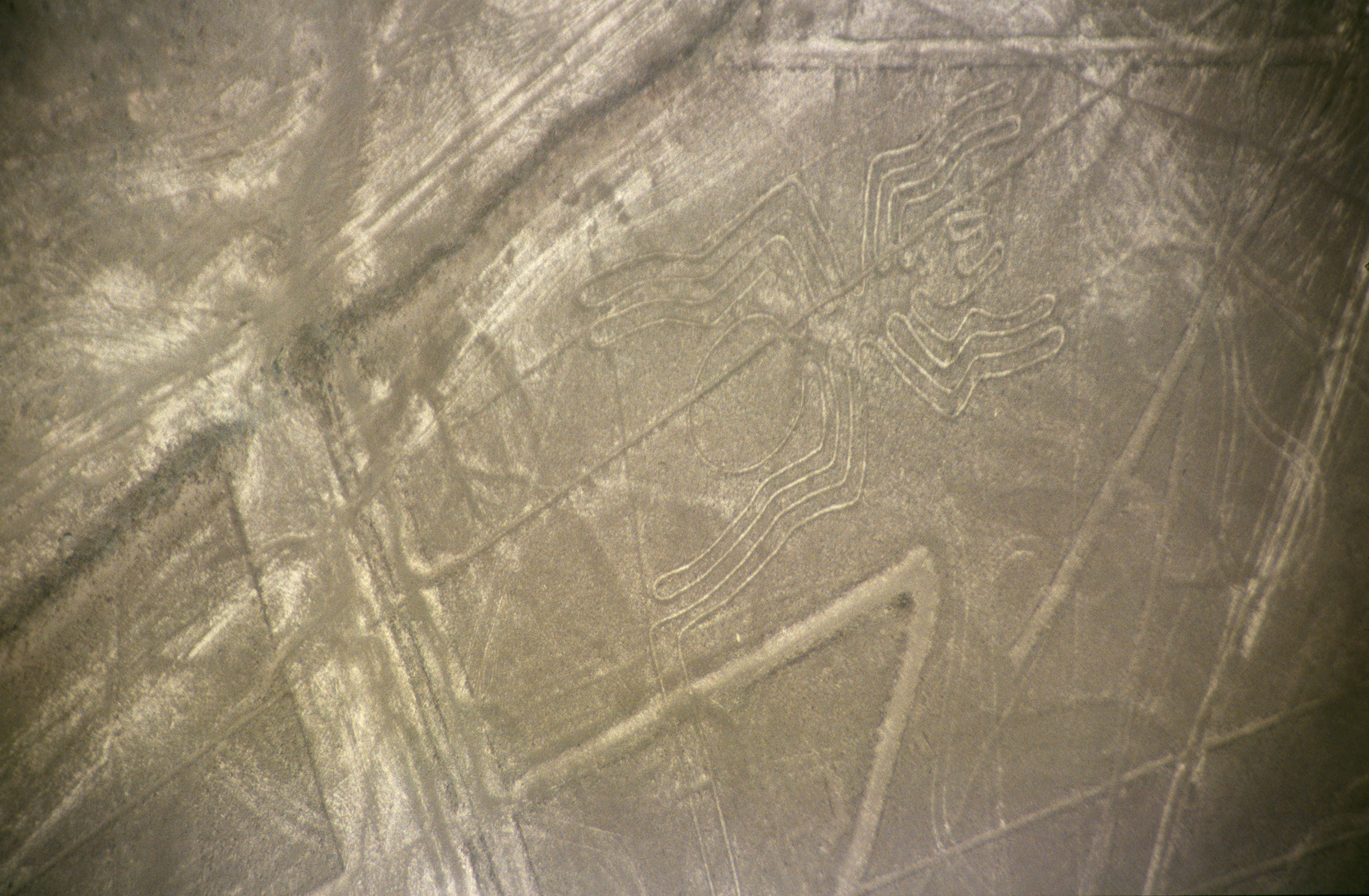
L'araignée (47 m de long).
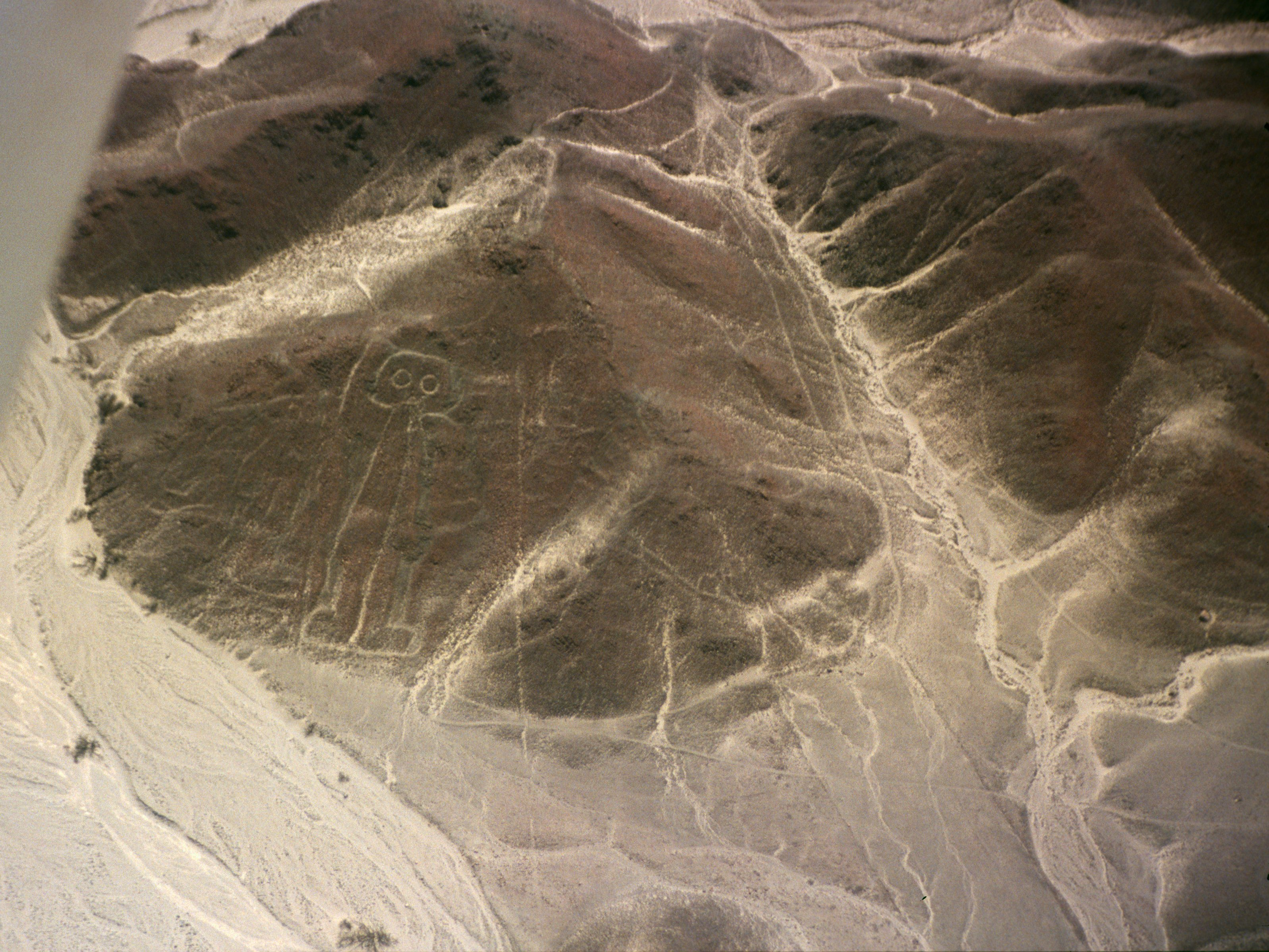
L'astronaute.
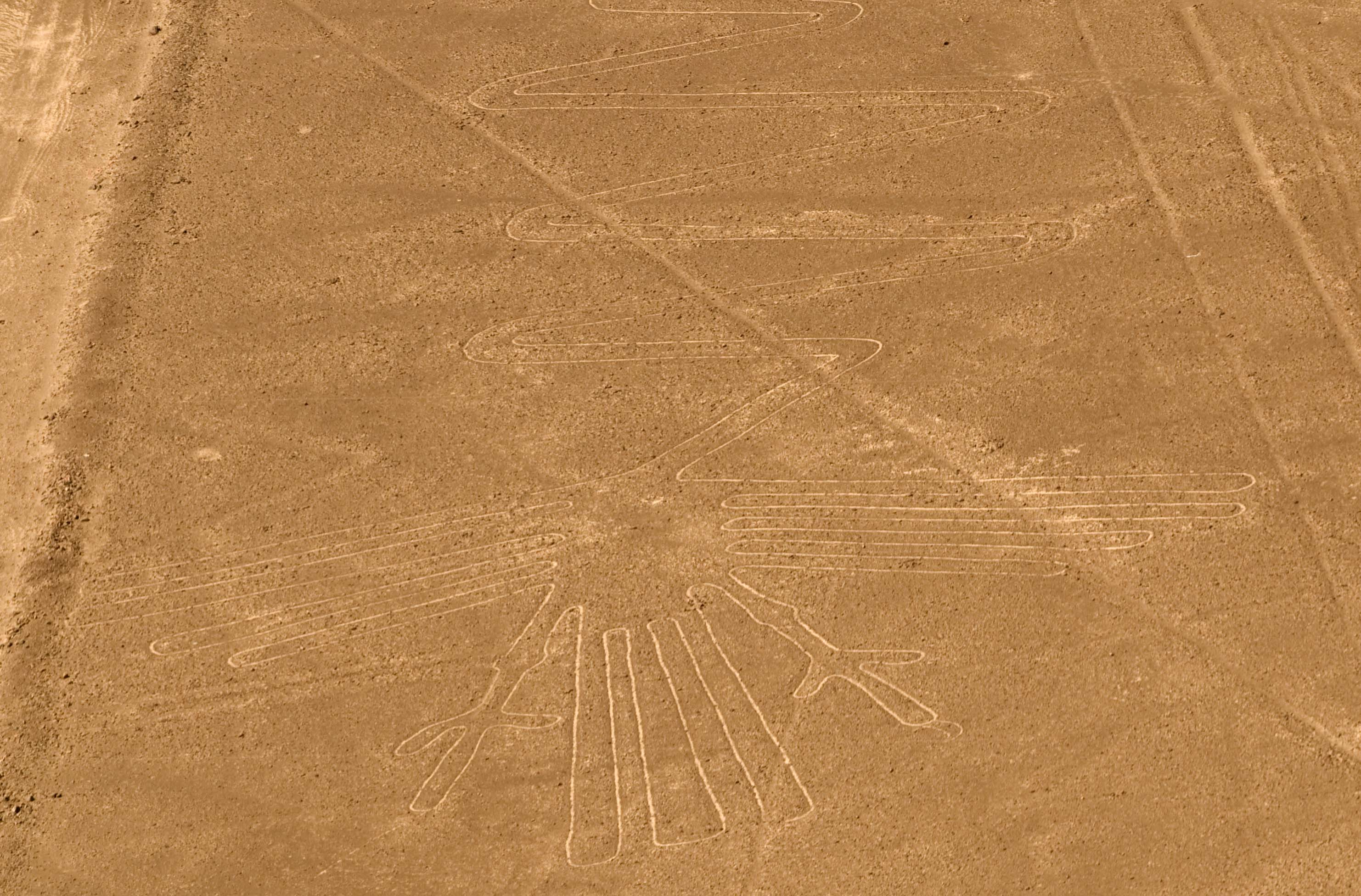
Le héron.
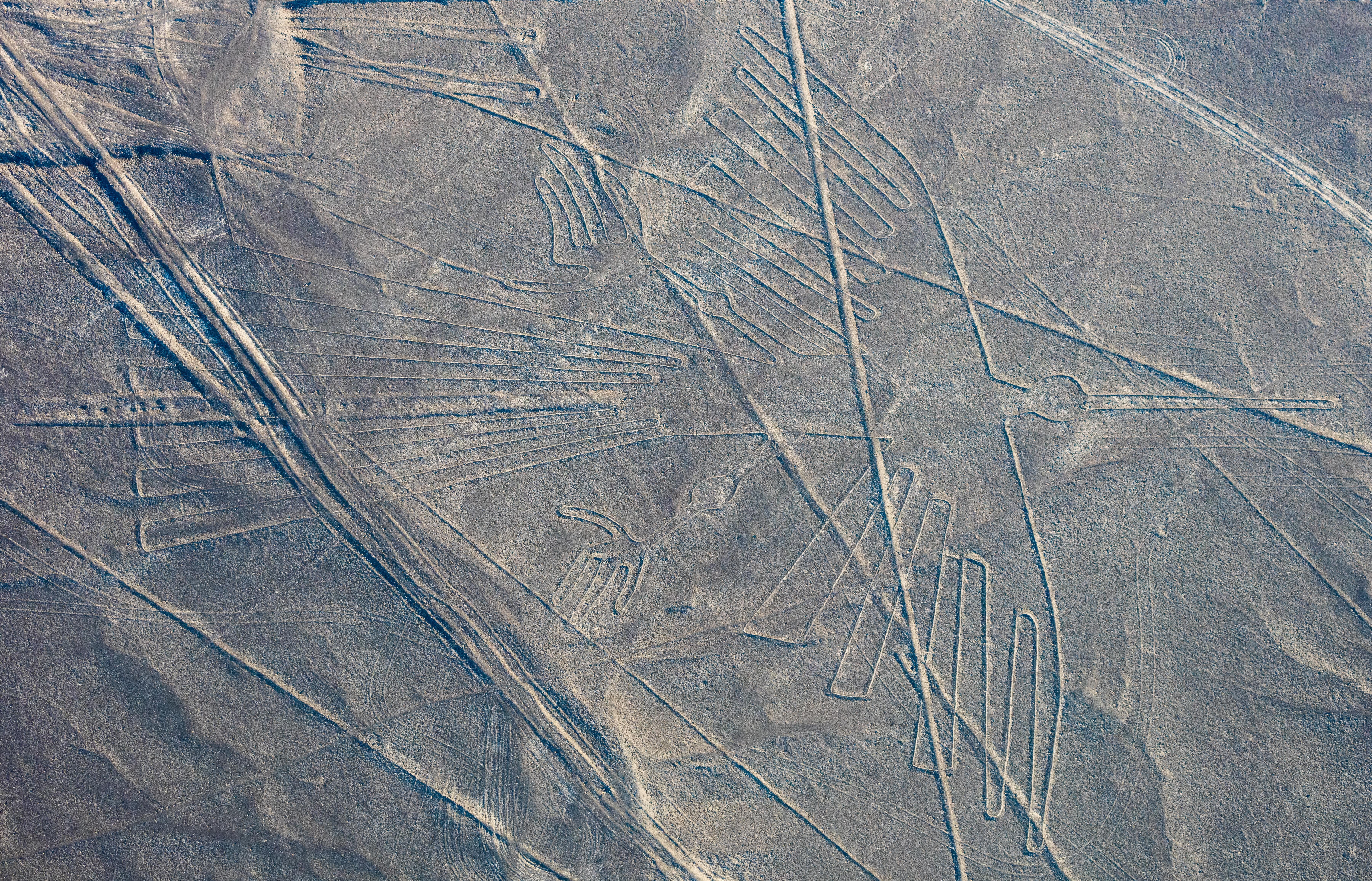
Le condor (134 m de long).
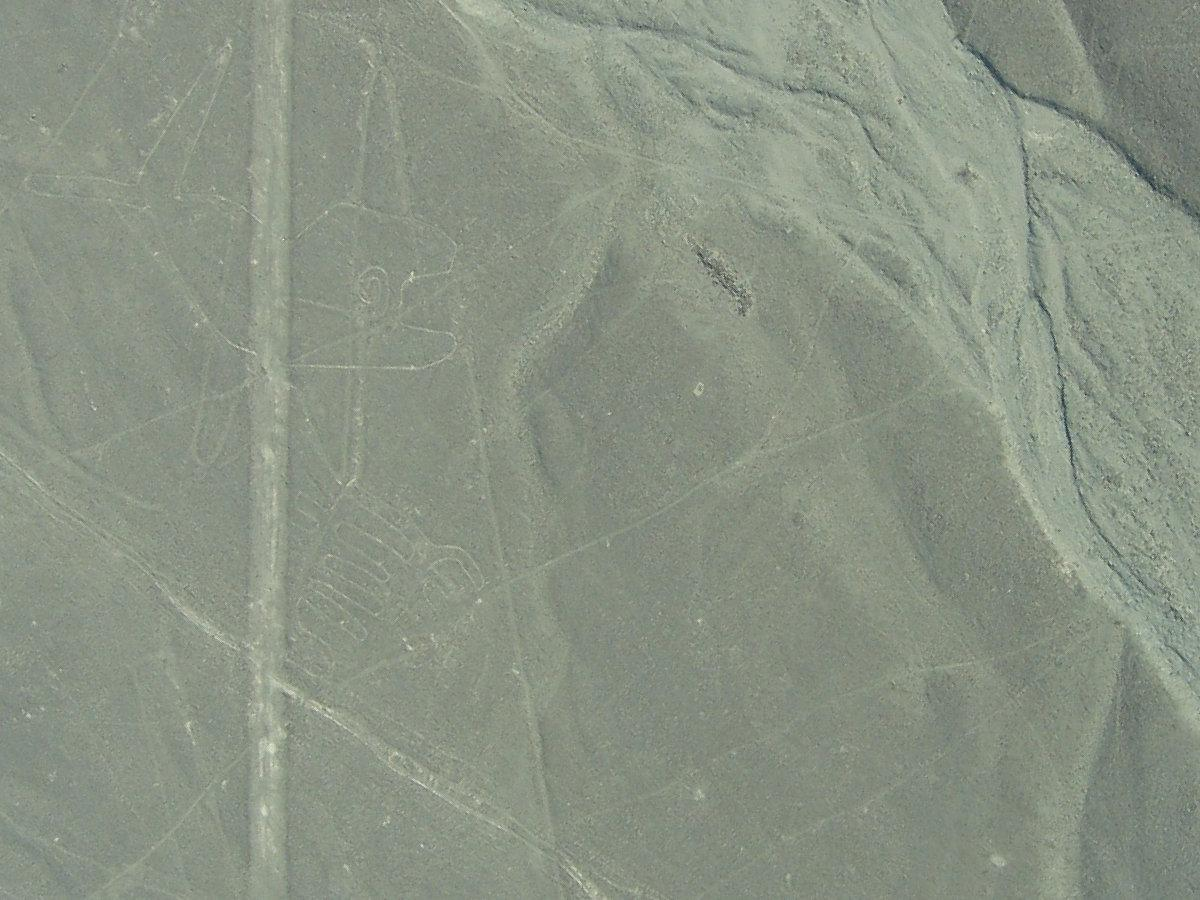
Le cachalot.
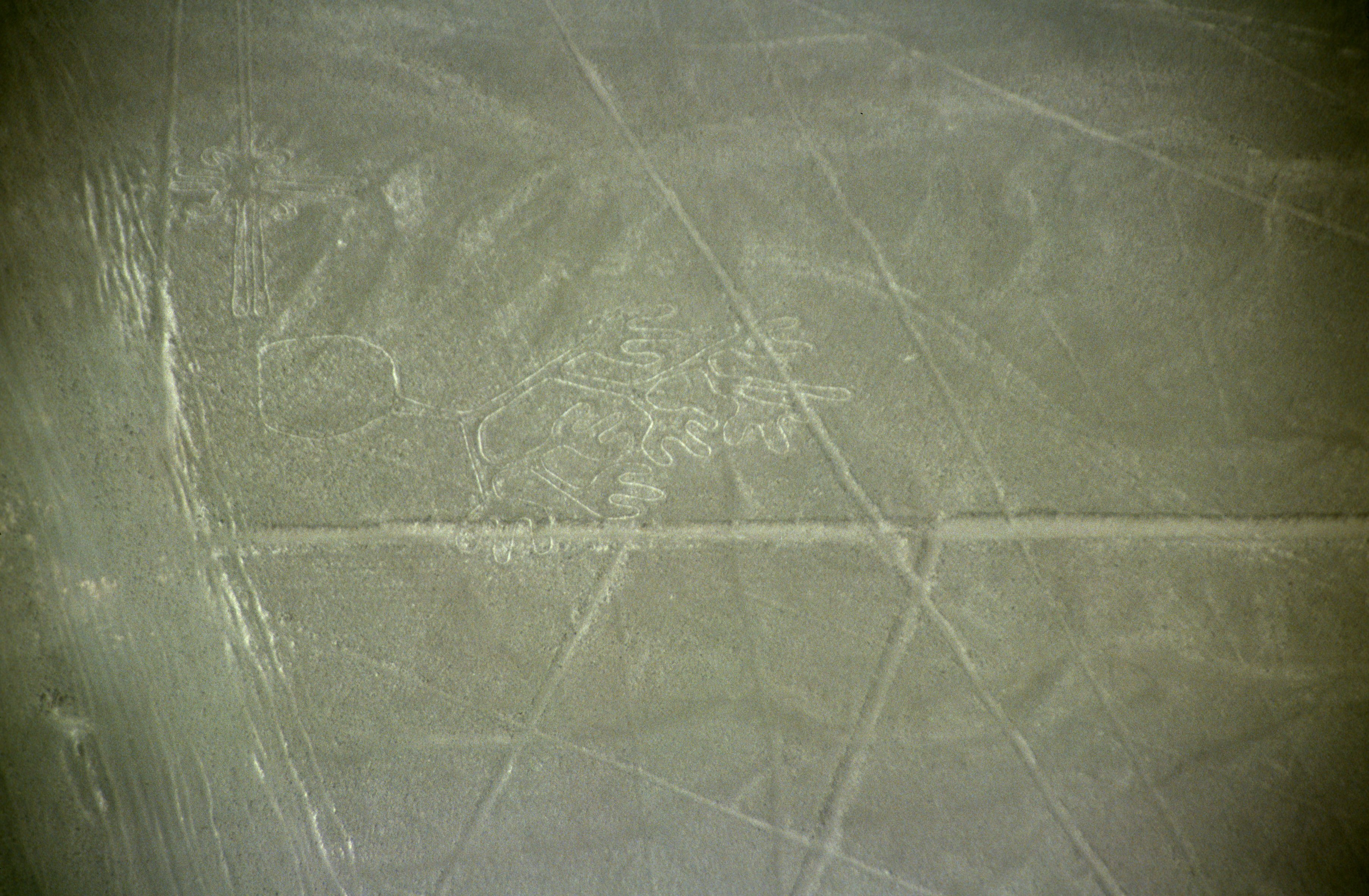
Les mains.
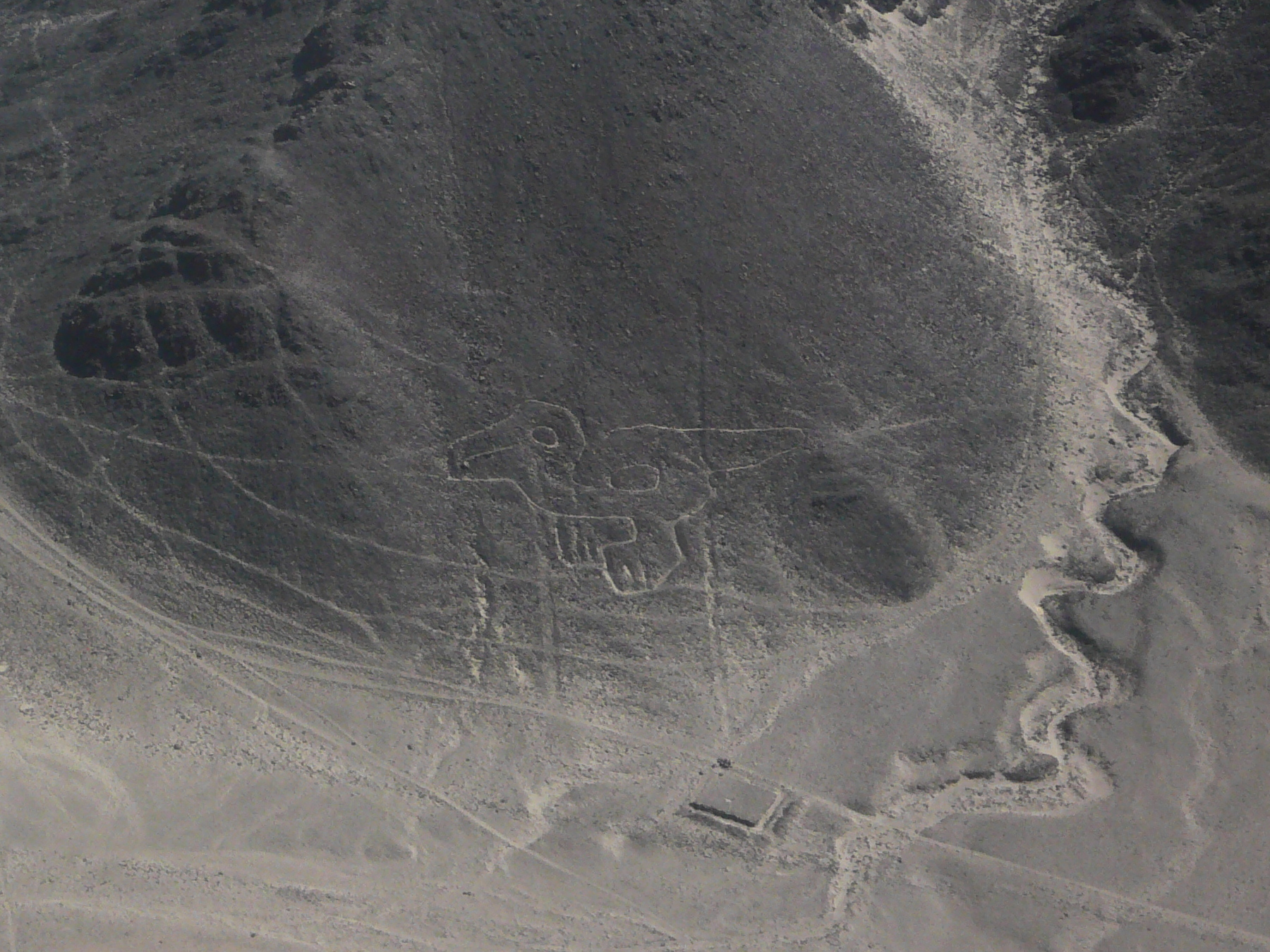
Le bébé condor
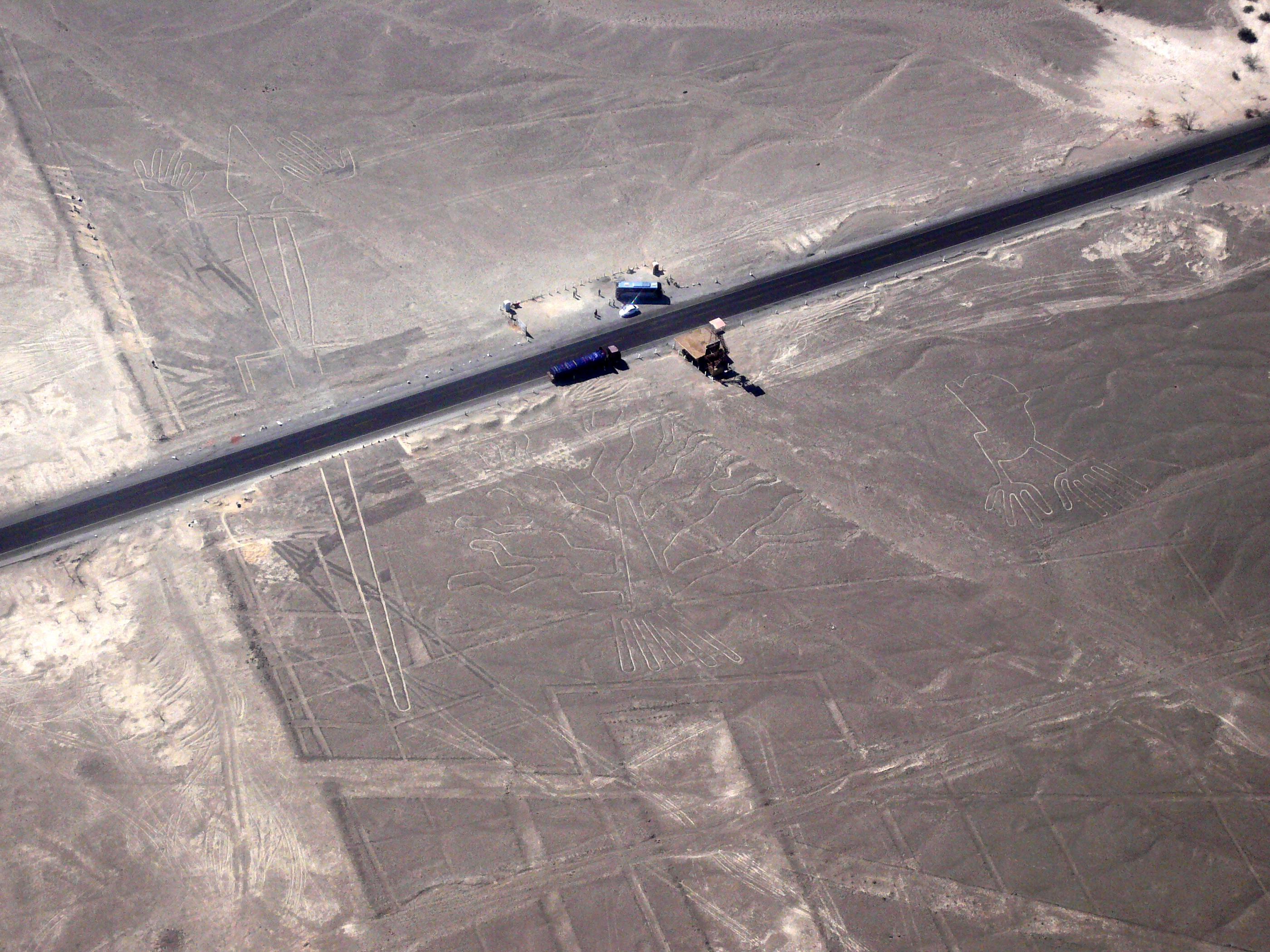
Le lézard (à gauche) coupé par la route transaméricaine

## Dans la culture populaire

### Musique
- Frank Zappa y fait une référence dans sa chanson Inca Roads, sur l'album One Size Fits All.
- Yngwie Malmsteen y fait également référence dans son album Spellbound, avec sa chanson "Nasca Line".

### Art
- Le peintre et dessinateur américain Keith Haring s'est inspiré des géoglyphes pour une partie de son œuvre[42].

### Livres
- Dans les tomes 2 et 3 du roman d'Anthony Horowitz Le Pouvoir des cinq, les lignes représentent une sorte de serrure renfermant les Anciens. Et, un jour où certaines constellations correspondraient avec les lignes du Nazca, les formes dessinées par les Nazcas donneraient vie à des monstres surpuissants.
- Dans le roman Alice chez les Incas, l'intrigue finale consiste a découvrir un trésor enfoui au centre de la spirale représentant la queue du singe.

### Films
- Dans Indiana Jones et le Royaume du Crâne de Cristal, de Steven Spielberg, les géoglyphes sont une étape dans la recherche du crâne de cristal, les héros étant censés retrouver la cité fictive d'Akator.

### Séries télévisées
- Dans San Ku Kaï, les marques sur le sol existent aussi sur une autre planète que la Terre dans l'espace, les deux planètes sont reliées entre elles et les signes permettent de voyager rapidement d'une à l'autre.

### Dessins animés
- Dans l'épisode 9 de Cowboy Bebop, un programme informatique pilotant une constellation de satellites militaires utilise l'un d'eux pour retracer au laser les geoglyphes depuis l'espace, d'après d'anciennes photos prises à l'époque ou ceux ci étaient encore visibles sur Terre.
- La série Il était une fois… l'Espace d'Albert Barillé décrit dans l'épisode 13 une planète où vivent des Incas de l'époque précolombienne. Les vaisseaux spatiaux qui viennent à leur rencontre sont ornés de dessins de créatures dont l'apparence est directement celle des géoglyphes de Nazca (le colibri, l'araignée notamment). Lorsque les astronautes partent, un personnage leur rend hommage en créant sur le sol des géoglyphes représentant les animaux dessinés sur les vaisseaux.
- Il y a une référence aux lignes de Nazca dans Martin Mystère, dans l'épisode Ils viennent des profondeurs, où la légende veut qu'elles désignent la position de vaisseaux spatiaux enterrés.
- Une représentation du site dans l'épisode japonais 44 de Yu-Gi-Oh! utilise une carte permettant de remonter 1 000 ans dans le passé ; les personnages font apparaître un navire volant des entrailles des géoglyphes.
- Le site est présent dans Yu-Gi-Oh! 5D's. L'incarnation du dieu « le Dragon Cramoisi » est descendue sur Terre afin d'enfermer le mal sous les géoglyphes, chacun d'eux représentant un démon à son effigie. Le chien et l'oiseau n'apparaissent toutefois pas, laissant la place au géant et au gecko. On donne d'ailleurs des noms aux « démons » des géoglyphes dans la série.
- Des lignes de Nazca sont visibles au début du générique du dessin animé japonais L'Empire des Cinq.
- Les personnages du film Tad l'explorateur survolent le désert de Nazca en montgolfière.
- Dans l'épisode 23 de la série animée Mighty Max, les signes apparaissent sur le sol quand des extraterrestres se posent, la 1ère au Pérou est très ancienne, datant de l'époque des dinosaures, alors que la dernière, au Nouveau-Mexique, est très récente, la deuxième a été faite quand les extraterrestres sont arrivés une deuxième fois pour venir chercher leurs compagnons qui s'étaient écrasés à la Préhistoire sans pouvoir repartir.
- Dans l'épisode 1 de l'animé Spriggan, Yu Ominae parle des lignes de Nazcas avec une grande ferveur

### Séries d'animation
- La série Warlord de chez DC Comics, dans les numéros 15 et 16 du volume paru en 2009/2010, reprend la théorie des glyphes dans la fonction de piste d'atterrissage.
- La série franco-japonaise Les Mystérieuses Cités d'or reprend un des glyphes dans sa fonction de piste d'atterrissage.
- Les géoglyphes apparaissent de façon récurrente et sont au centre de l'intrigue de la série japonaise Tenkuu Tenshou Nazca.

### Jeux vidéo
- Le site apparaît dans le jeu vidéo Illusion of Time, présent sur Super Nintendo : chaque dessin représente une constellation.
- Dans L'Héritage du temps, on voit, en contrebas des montagnes de la ville d'Eldorado, des géoglyphes inspirés des lignes de Nazca.
- Dans Assassin's Creed, on voit le singe, l'araignée et le colibri dessinés sur le sol d'un laboratoire.
- Dans Shining Force II, le Colibri qui apparaît comme géoglyphe tracé au sol, serait en fait un véhicule volant antique secret qui permet au joueur de traverser l'océan. On retrouve dans ce même jeu un objet dénommé « Nazca Cannon ».
- Le Temple perdu de l'oncle Ernest propose un voyage en dirigeable au-dessus de la Vallée de Nazca, d'où il faudra tirer des clichés photographiques afin de résoudre l'énigme.
- Dans Grand Theft Auto V, l'astronaute apparait sur le flanc du mont Chiliad autour de la base des altruistes.
- Dans le jeu vidéo pour enfants Sethi et le sorcier inca, le lieu constitue l'une des étapes du jeu.
- Le design du Pokémon Cryptéro, apparu dans les versions Noire et Blanche, est inspiré du colibri.
- Dans le jeu de stratégie Sid Meier's Civilization VI, le joueur suzerain de la cité-état de Nazca peut construire des lignes de Nazca dans ses villes à l'aide de bâtisseurs.
- Dans Zelda : Tears of the Kingdom, des géoglyphes (c'est le nom utilisé dans le jeu) servent l'intrigue. Les motifs représentés ne peuvent être visibles que du ciel.